# 地球帝国II
《地球帝国II》是一款運行於windows平台的即時戰略遊戲，由Mad Doc Software開發，Sierra Entertainment在2005年4月26日發布。遊戲有15個時代；分別為石器時代、銅器時代、青銅器時代、鐵器時代、黑暗時代、中古時代、文藝復興時代、帝國主義時代、啟蒙時代、工業時代、現代、原子時代、數位時代、基因時代和合成時代。

## 遊戲内容
遊戲引入了氣象的概念。

## 外部連結
- 官方網站（页面存档备份，存于）
- Mad Doc Software的版面
- Sierra Entertainment的版面